# Philodendron colombianum
Philodendron colombianum är en kallaväxtart som beskrevs av Richard Evans Schultes. Philodendron colombianum ingår i släktet Philodendron och familjen kallaväxter. Inga underarter finns listade.